# Hudební nástroj
Hudební nástroj je zařízení (nástroj) k vydávání tónů a zvuků používaných v hudbě. Každá kultura má své hudební nástroje, které k ní patří, často i jako výtvarné unikáty (varhany Johanna Gottfrieda Silbermanna, housle Antonia Stradivariho apod.) i jako doplněk rituálů a tanců (nástroje přírodních národů). Téměř vše, co vydává zvuk, může být použito jako hudební nástroj. Tak jako pěvci používají zpěv, jiní ptáci k toku používají stromy či jiné hudební nástroje k vydávání zvuků.
Nástroje lze třídit podle různých hledisek, např. podle:
- principu vytváření zvuku
- materiálu, ze kterého jsou vyrobeny
- způsobu hry

Jedním ze způsobů klasifikace hudebních nástrojů je Hornbostelova a Sachsova systematika hudebních nástrojů. Tato systematika byla navržena zejména pro folkloristické potřeby a zahrnuje tak i skupiny nástrojů, které již nejsou běžně používány nebo které nejsou vlastní euroamerické kultuře. Současná forma původně evropské systematizace nástrojů vychází z dělení do základních pěti skupin podle principu vytváření zvuku nástrojů:

## Samozvučné – idiofony

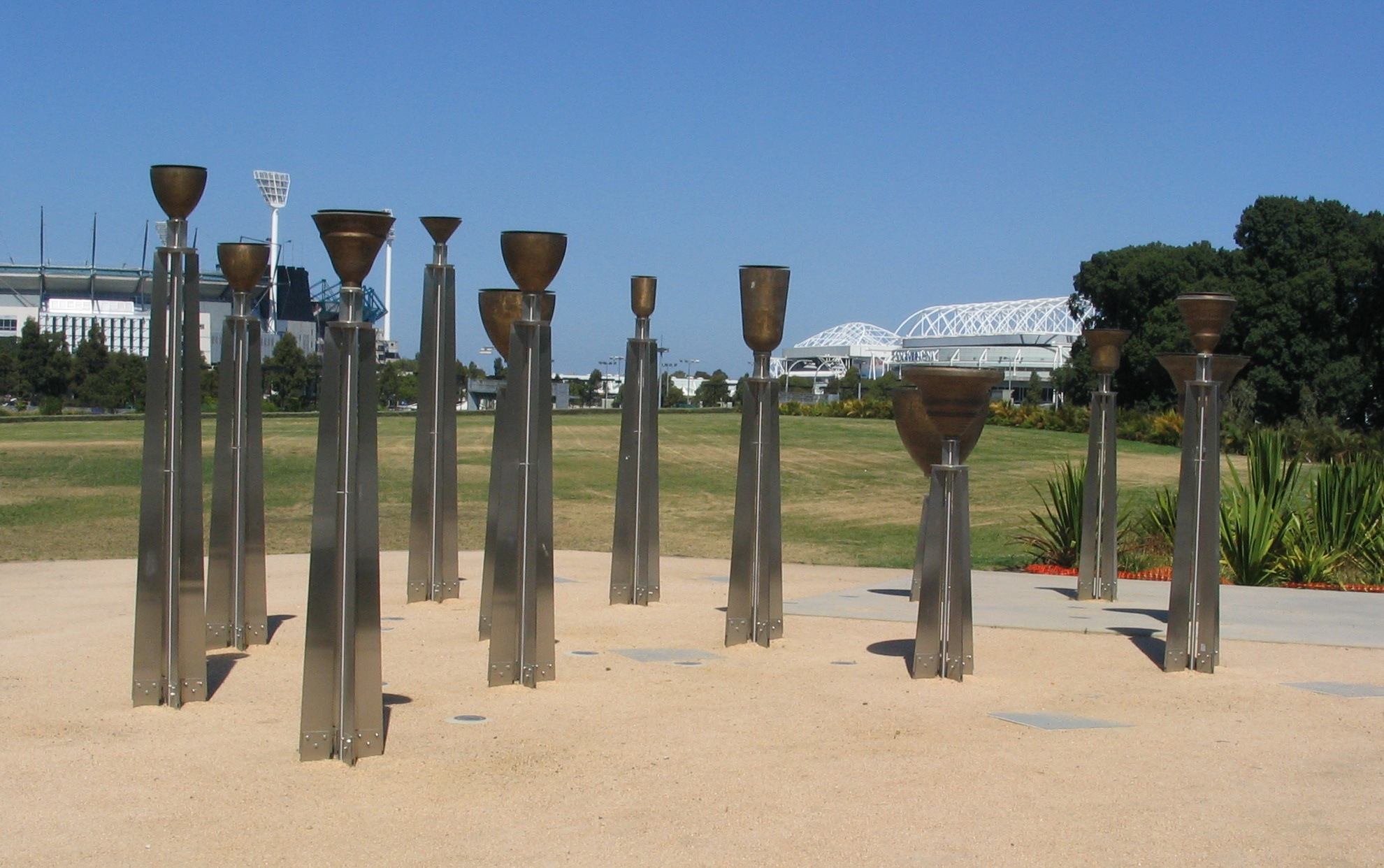
Systém ručně rozeznívaných zvonků

U samozvučných nástrojů vzniká tón chvěním celého nástroje nebo jeho jednotlivých součástí. Patří mezi ně nejrůznější typy zvonů, gong, xylofon, vibrafon, triangl, kastaněty, kabasa, vozembouch apod.

## Blanozvučné – membranofony

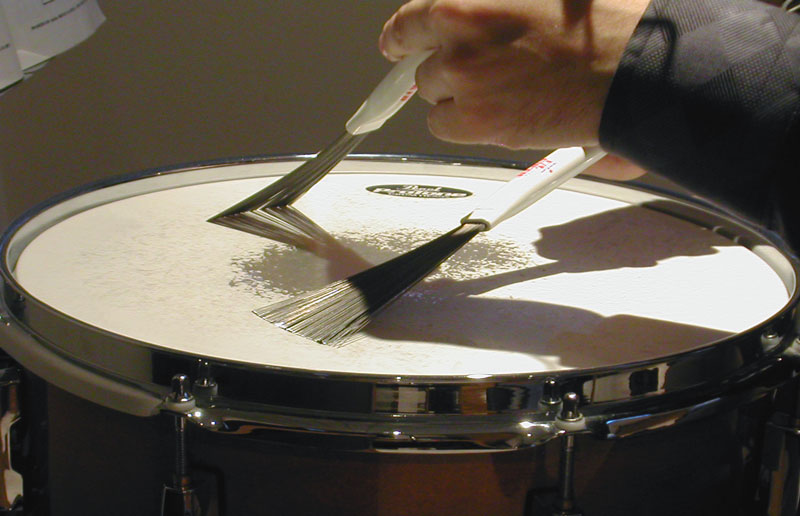
Malý buben, tzv. virbl

Z blanozvučných nástrojů se tóny tvoří rozechvěním blány (vyrobené nejčastěji ze zvířecí kůže nebo z plastů). Takovými jsou nejrůznější typy bubnů a bubínků, tympány, tamburína, darbuka, tabla atd.

## Strunné – chordofony

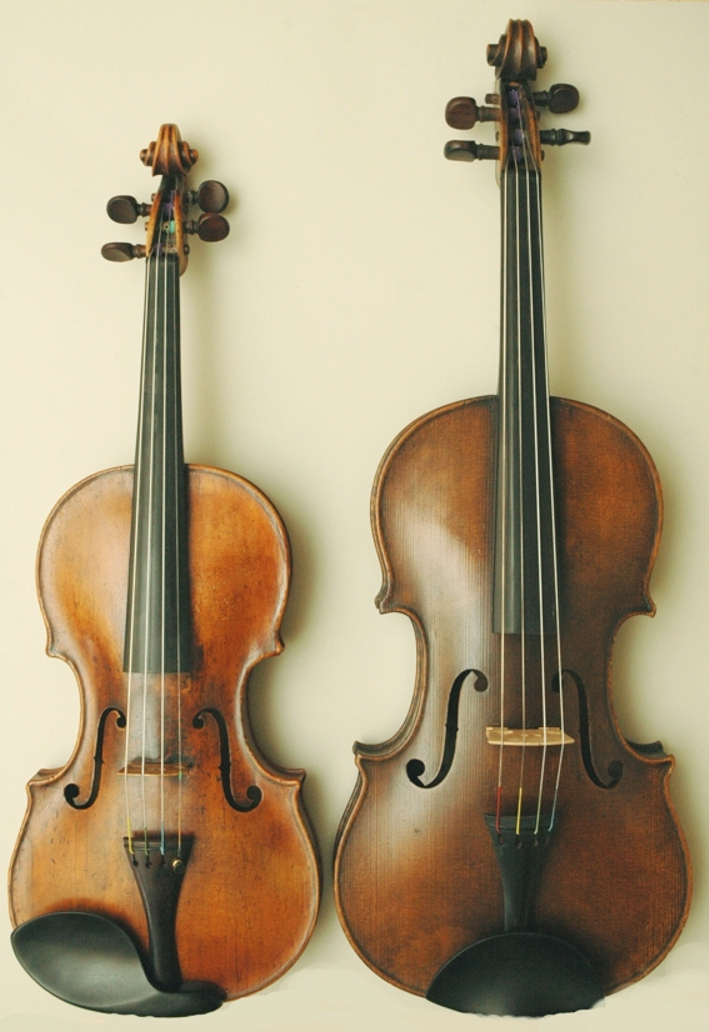
Housle a viola (zleva doprava)

Zde se tón vytváří rozechvěním struny, která je napjata mezi dvěma pevnými body. Podle toho, čím se strunné nástroje rozechvívají, dělíme je na
- smyčcové – housle, viola, violoncello, kontrabas apod.
- kolové – niněra,
- drnkací s hmatníkem – loutna, kytara, citera, mandolína, balalajka, banjo, saz a mnoho dalších nástrojů nejrůznějších etnik na stejném principu
- drnkací bez hmatníku – harfa,
- úderné (kladívkové) – cimbál, klavír, cembalo

## Dechové – aerofony
U těchto nástrojů vzniká tón

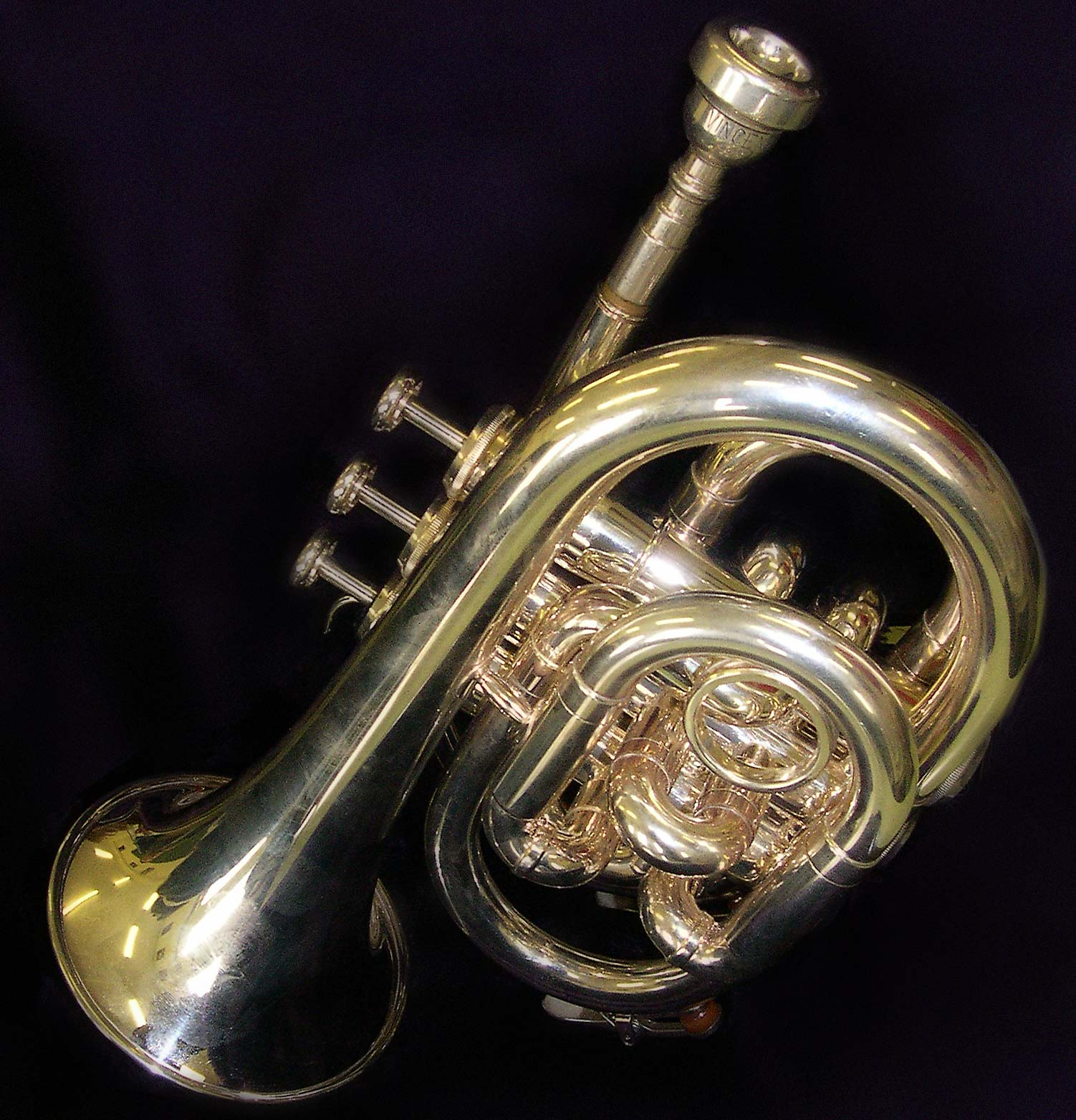
Kapesní trubka

- nárazem výdechu na hranu otvoru (flétna, pikola)
- rozechvěním plátku nebo jednoduchého jazýčku (klarinet, saxofon),
- rozechvěním plátku či dvojitého jazýčku (hoboj, anglický roh, fagot)
- rozechvěním vzduchu přímo rty, na něž se nasazuje nátrubek (lesní roh, trubka, pozoun, tuba, eufonium) – tyto nástroje se nazývají žesťové

K dechovým nástrojům řadíme též
- nástroje vícehlasé bez klaviatury (foukací harmonika, Panova flétna) a
- vícehlasé s klaviaturou a měchem, kde vzduch není do nástroje vháněn lidským dechem (varhany, harmonium, akordeon, dudy)

## Elektrické – elektrofony

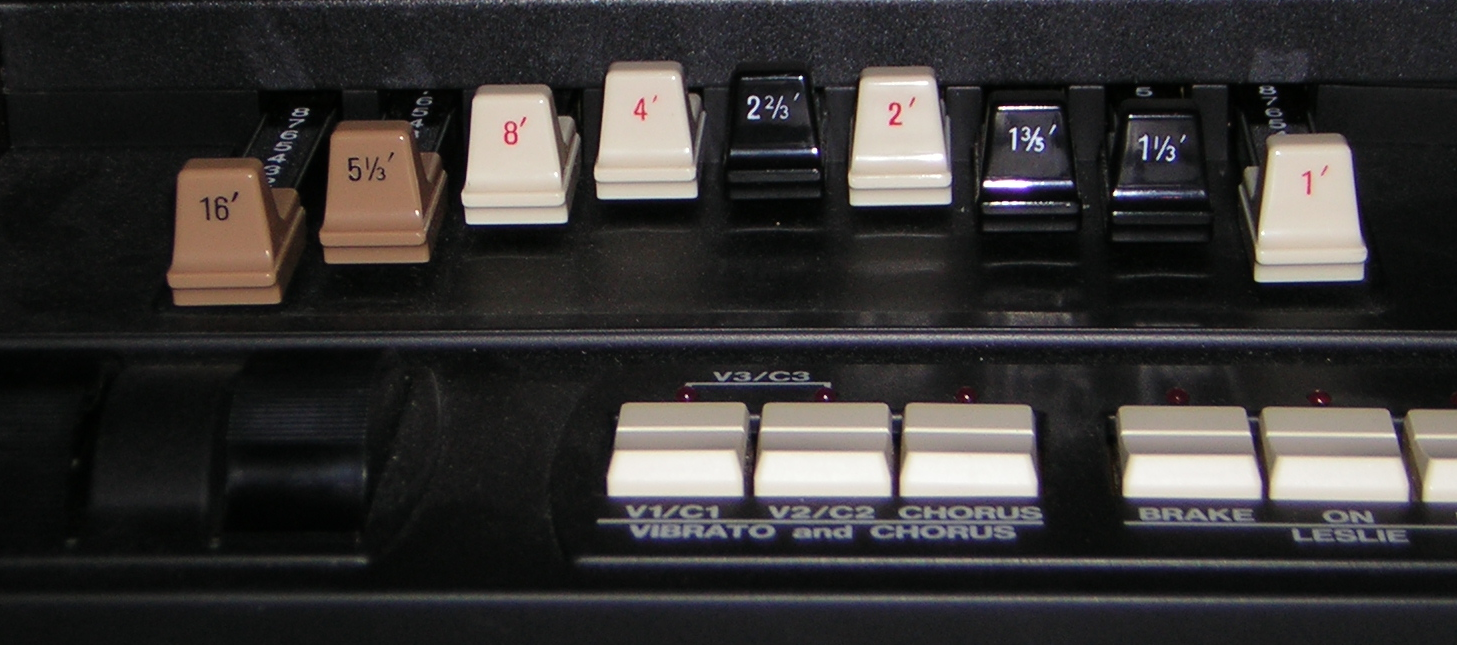
Rejstříky Hammondových varhan XB-1

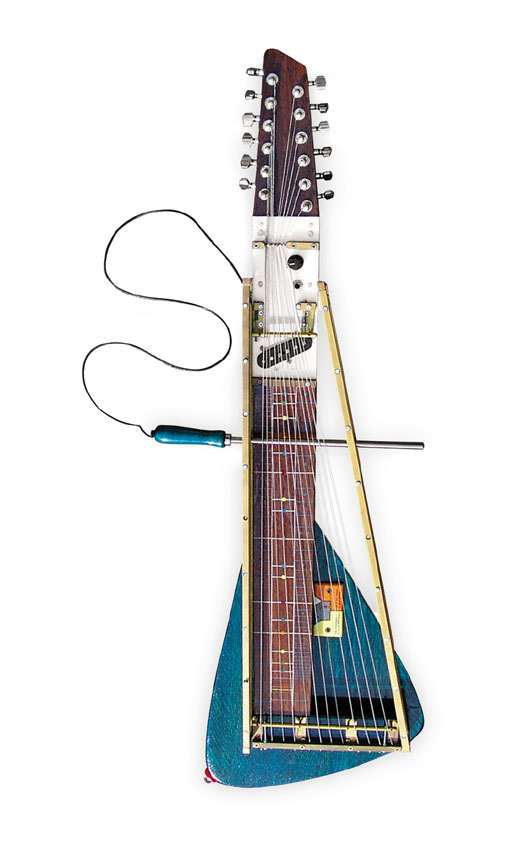
Moodswinger, 2006, Yuri Landman

Tyto nástroje vznikly až v průběhu 20. století. Společným znakem všech je přeměna elektrických kmitů v kmity akustické (zvukové). Elektrické kmity lze generovat např. různými elektronickými oscilátory, které mohou být elektronkové, tranzistorové, doutnavkové a další. Lze použít i generátory fotoelektrické, elektrostatické, magneto-elektrické apod. Pomocí mikrofonu nebo snímače lze na elektrické kmity převést i kmity mechanické. Po zpracování elektrického signálu frekvenčními filtry a dalšími obvody a zesílení zesilovači je elektrická energie přeměněna v akustickou a ta je vyzářena do prostoru pomocí reproduktorů. Podle vzniku tónu lze elektrofony rozdělit na:

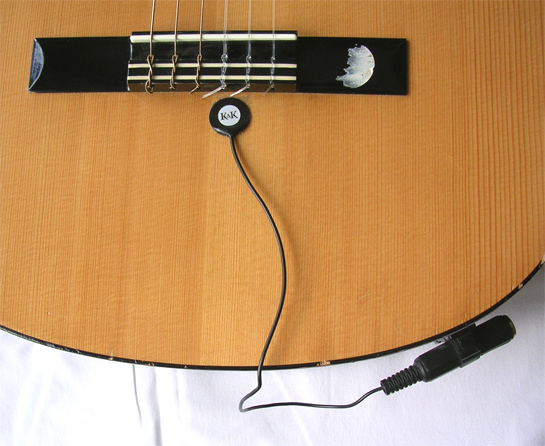
Piezoelektrický snímač na ozvučné desce klasické kytary

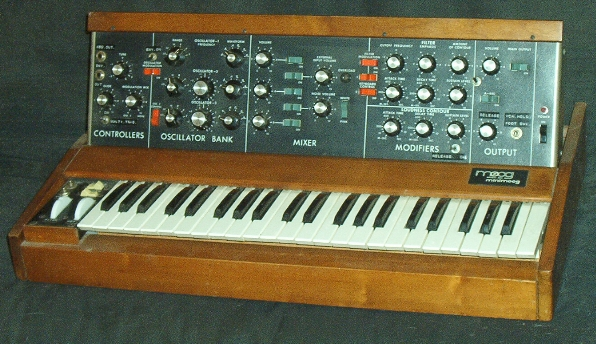
Syntetizér MiniMoog ze 70. let 20. století

- mechanicko-elektrické – jsou vybaveny elektromechanickými generátory, v nichž vznikají elektrické kmity. Principy jsou různé (elektromagnetické, elektrooptické aj.). K nejslavnějším nástrojům této skupiny patří Mellotron (60. léta) a Hammondovy varhany (vyráběny již od roku 1934).
- elektroakustické – zesilují a upravují mechanicky vytvořené akustické kmity. Svým tvarem a způsobem hry se mnohdy podobají různým druhům tradičních hudebních nástrojů, které jsou někdy opatřeny jen snímačem. Mohou to být např. kytara, klavír, akordeon, cembalo, housle, violoncello aj. Činnost hudebníka je podobná jako u nástrojů tradičních, zvuková barva, dynamické rozpětí a další zvukové vlastnosti i některé techniky hry se liší. Nejrozšířenějšími elektroakustickými nástroji jsou dnes elektrické kytary.
- čistě elektrické – jedná se o nástroje elektronické, pracující na analogovém nebo digitálním principu. Některé elektronické nástroje mohou napodobit a v některých případech i nahradit zvuk tradičních nástrojů. To se týká především samplerů, které zaznamenávají originální zvuk nástroje, který následně reprodukují. Hlavní úlohou nástrojů tohoto typu je ovšem vytváření nových zvuků a tónových barev. Proslavenými historickými elektronickými nástroji jsou Martenotovy vlny, Theremin a Trautonium (30. léta). Dnes jsou nejrozšířenější klávesové syntetizéry, samplery, ale též elektronické bicí nástroje atd. Většinu současných elektronických nástrojů lze pomocí MIDI systému vzájemně propojovat, dálkově ovládat, programovat nebo i řídit počítačem. V současné době lze použít jako hudební nástroj též samotný počítač, kde se hudebník nemusí podílet na procesu vytváření zvuku standardní hráčskou technikou, ale ovládáním příslušného programu.